# 革新と統合
革新と統合（かくしんととうごう、略称：革統）は、韓国の政治団体。野党勢力の統合実現による2012年大韓民国大統領選挙での勝利と民主進歩勢力の政権奪還を目的に、盧武鉉政権（2003年 - 2008年）における有力政治家と市民社会勢力が結集して、2011年9月6日に結成された。

## 概要
「革新と統合」発足宣言文で、「李明博政権の4年間で社会の2極化が進行し、民生破綻と南北関係の悪化を招いた」として、革新と統合による民主進歩政権の実現と、改革勢力や進歩勢力および市民が共に参加する統合政党の結成を目指すとしている。常任代表には盧武鉉政権で大統領秘書室長を務めた文在寅や元国務総理の李海瓚、元行政自治部長官の金斗官など6名が選任された。発足直後の10月に行われたソウル市長補欠選挙では、野党統一候補である朴元淳の勝利に貢献した。市長選挙後、民主党の孫鶴圭代表による民主進歩勢力を結集した新党結成の呼びかけで発足した連席会議に参加した。
民主党との合党に際し、革統は法的要件を満たすため2011年12月7日に市民統合党（代表：李庸瑄）を結成した。民主党と市民統合党及び韓国労働組合総連盟が統合して2011年12月16日に発足した民主統合党では、革統常任代表の一人である李庸瑄が臨時共同代表を務めた他、2012年1月15日の全党大会で発足した党指導部の最高委員に常任代表である文盛瑾と南尹仁順が就任している。

## 役員
| 氏名     | 氏名     | 備考                                 |
| 漢字     | ハングル | 備考                                 |
| -------- | -------- | ------------------------------------ |
| 金斗官   | 김두관   | 慶尚南道知事。元・行政自治部長官     |
| 南尹仁順 | 남윤인순 | 「私が夢を見る国」共同準備委員長     |
| 文盛瑾   | 문성근   | 「国民の命令」代表                   |
| 文在寅   | 문재인   | 盧武鉉財団理事長。元・大統領秘書室長 |
| 李庸瑄   | 이용선   | 前・市民社会団体連帯会議共同代表     |
| 李海瓚   | 이해찬   | 「市民主権」常任代表。元・国務総理   |

出典：조직과 사람（組織と人）（革新と統合ホームページ）2012年2月21日閲覧　